# Маркушув (гміна)
Гміна Маркушув (пол. Gmina Markuszów) — сільська гміна у східній Польщі. Належить до Пулавського повіту Люблінського воєводства.
Станом на 31 грудня 2011 у гміні проживало 3070 осіб.

## Площа
Згідно з даними за 2007 рік площа гміни становила 40.39 км², у тому числі:
- орні землі: 84.00%
- ліси: 8.00%

Таким чином, площа гміни становить 4.33% площі повіту.

## Населення
Станом на 31 грудня 2011:
| Опис     | Загалом | Загалом | Чоловіки | Чоловіки | Жінки | Жінки |
| -------- | ------- | ------- | -------- | -------- | ----- | ----- |
| одиниця  | осіб    | %       | осіб     | %        | осіб  | %     |
| все      | 3070    | 100     | 1516     | 49.38    | 1554  | 50.62 |
| міське   | 0       | 100     | 0        |          | 0     |       |
| сільське | 3070    | 100     | 1516     | 49.38    | 1554  | 50.62 |

## Сусідні гміни
Гміна Маркушув межує з такими гмінами: Абрамув, Ґарбув, Курув, Наленчув.